# Electronic Travel Authority
Die Electronic Travel Authority (ETA) ist ein elektronisches Visum für Touristen und Geschäftsleute zur Einreise nach Australien. Das ETA-Visum unterteilt sich in das ETA-Verfahren und das eVisitor-Verfahren.
Das bedeutet, dass keine Papierdokumente mehr notwendig sind und das Visum nach erfolgreicher Beantragung direkt von der Einwanderungsbehörde elektronisch gespeichert wird und bei der Einreise bereits vorliegt.

## Hintergrund
Ein Visum kann nur beantragt werden, wenn der Reisende einen gültigen Reisepass aus einem der folgenden Länder besitzt:
Deutschland, Österreich, Schweiz, USA, Vereinigtes Königreich Großbritannien und Nordirland, Andorra, Belgien, Brunei, Kanada, Dänemark, Finnland, Frankreich, Griechenland, Hongkong, Island, Irland, Italien, Japan, Liechtenstein, Luxemburg, Malaysia, Malta, Monaco, Niederlande, Norwegen, Portugal, San Marino, Singapur, Südkorea, Spanien, Schweden, Vatikanstadt.
Hierbei ist allerdings zu unterscheiden zwischen dem ETA und dem eVisitor. Das eVisitor ist eine Unterkategorie des ETA und gilt für 36 europäische Länder. Das normale ETA gilt für alle restlichen Länder der oben genannten Liste.
Die genaue Einteilung zwischen ETA und eVisitor ist wie folgt:

### ETA-Länder
- Brunei
- Kanada
- Hongkong
- Japan
- Malaysia
- Singapur
- Südkorea
- Taiwan
- Vereinigte Staaten

### eVisitor-Länder
- Europäische Union Alle 27 EU-Mitgliedsstaaten.
- Andorra
- Island
- Liechtenstein
- Monaco
- Norwegen
- San Marino
- Schweiz
- Vatikanstadt
- Vereinigtes Königreich

Die Beantragung eines elektronischen Visums kann über das Internet, über ein zuständiges Konsulat oder direkt bei der Flugbuchung durch ein autorisiertes Reisebüro erfolgen. Es gibt auch verschiedene Agenturen, bei denen das Visum gegen Gebühr online beantragt werden kann. Der Vorteil eines solchen Services ist die höhere Genehmigungsrate des Antrags, da die Daten vorab kontrolliert werden und Fehler rechtzeitig behoben werden können.
Anders als bei dem amerikanischen Verfahren ist die Beantragung auf der australischen Internetseite außerdem nur in englischer Sprache möglich.
Bei der Beantragung der ETA wird eine Gebühr erhoben, das eVisitor ist hingegen kostenlos.
Das entsprechende Verfahren für die USA heißt Electronic System for Travel Authorization (ESTA).